# Piedimonte San Germano
Piedimonte San Germano es una localidad y comune italiana de la provincia de Frosinone, región de Lacio, con 5.659 habitantes.

## Evolución demográfica
| Gráfica de evolución demográfica de Piedimonte San Germano entre 1861 y 2001 |
|                                                                              |
| Fuente ISTAT - elaboración gráfica de Wikipedia                              |